# Comtés de l'État du Delaware

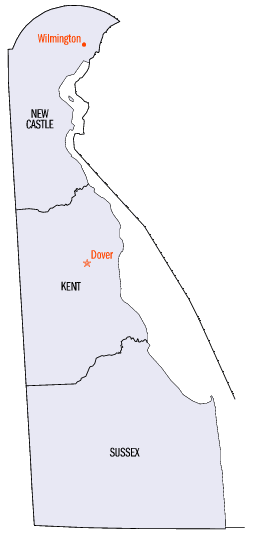
Carte des comtés du Delaware.

L'État américain du Delaware est divisé en 3 comtés. C'est l'État américain qui compte le moins de comtés.

## Gouvernement
Les habitants de chaque  comté élisent un corps législatif (connu dans les comtés de New Castle et Sussex sous le nom de County Council, et dans le comté de Kent sous le nom de Levy Court). Les comtés peuvent lever des impôts et emprunter de l'argent. Ils s'occupent du contrôle des déchets, de l'approvisionnement en eau, de l'assainissement, de l'urbanisme et des règles de construction.
La plupart des fonctions qu'ont les comtés dans les autres états américains, par exemple en ce qui concerne la justice - sont centralisées dans le Delaware à l'échelle de l'État. Les comtés étaient autrefois divisés en hundreds, qui étaient utilisés pour la répartition des impôts et en tant que circonscriptions électorales jusqu'aux années 1960 ; depuis, ils n'ont plus de rôle administratif, et leur seule utilisation légale actuelle consiste à les indiquer dans les documents concernant l'immobilier.

## Historique
À la suite de la conquête anglaise de 1664 lors de la Deuxième guerre anglo-néerlandaise, toute la partie occidentale du fleuve Delaware et le baie du Delaware fut gouvernée comme partie de la province de New York et administrée depuis New Castle. Pendant la brève reconquête de la colonie par les Néerlandais en 1673 durant la Troisième guerre anglo-néerlandaise, le gouverneur Anthony Colve créa des cours de justice additionnelles à Whorekill (désormais Lewes, Delaware) et Upland (désormais Chester en Pennsylvanie), laissant la cour de New Castle avec la partie centrale de la colonie.
Le district de Whorekill tirait son nom de la crique de Whorekill et de la communauté néerlandaise qui y vivait. Cette communauté devint la ville de Lewes qui fut le siège du district de Whorekill et, après sa division, du comté de Deale (futur comté de Sussex). En 1791, avec l'expansion du comté de Sussex à l'ouest et au sud, le siège fut déplacé à Georgetown.
Le district de Whorekill fut divisé en 1680 entre le comté de Deale et le comté de St. Jones ; le comté de St. Jones fut rapidement renommé comté de Kent et le siège fut placé à Dover.
La juridiction de la cour de New Castle devint le comté de New Castle ; le siège fut déplacé à Wilmington en 1881.
Le district d'Upland fut renommé en comté de Chester en 1682 par William Penn. Il a été depuis divisé en comtés de Chester et de Delaware, entièrement situés dans les frontières actuelles de la Pennsylvanie.

## Liste des comtés
| Nom        | HASC (en) | FIPS 6-4 | Siège      | Date de fondation | Population (2020) | Superficie (km2) | Densité (hab./km2) | Carte |
| ---------- | --------- | -------- | ---------- | ----------------- | ----------------- | ---------------- | ------------------ | ----- |
| Kent       | US.DE.KE  | 10001    | Dover      | 1680              | 181 851           | 1 530            | 118,85             |       |
| New Castle | US.DE.NE  | 10003    | Wilmington | 1664              | 570 719           | 1 103            | 517,42             |       |
| Sussex     | US.DE.SU  | 10005    | Georgetown | 1680              | 237 378           | 2 429            | 97,72              |       |